# شامادورا متالیکا
شامادورا متالیکا(نام علمی: Chamaedorea metallica) نام یک گونه از تیره نخل است.